# Merda d'artista
Merda d'artista és el títol d'una obra del polèmic artista conceptual Piero Manzoni, exposada per primera vegada el 12 d'agost de 1961 a la Galleria Pescetto, d'Albissola Marina, Itàlia. Es va tractar d'una mordaç crítica del mercat de l'art, en el qual la simple signatura d'un artista amb renom produeix increments irracionals en la cotització de l'obra. Consisteix en 90 llaunes cilíndriques de metall de cinc centímetres d'alt i un diàmetre de sis centímetres i mig que contenen, segons l'etiqueta signada per l'autor, Merda d'artista. Contingut net: 30 grams. Conservada al natural. Produïda i envasada al maig de 1961. Aquest text es troba escrit en el lateral de cadascuna d'elles en diversos idiomes (anglès: Artist's Shit, francès: Merde d'artiste, italià: Merda d'artista, i alemany: Künstlerscheißi). Totes estan a més numerades i signades en la part superior.
Es van posar a la venda al mateix valor que llavors tenien trenta grams d'or, i avui dia el seu preu aconsegueix xifres de quatre i cinc dígits en euros, en les poques ocasions en què alguna d'elles surt a la venda o a subhasta.